# 南营坊街道
南营坊街道，是中华人民共和国河北省张家口桥西区下辖的一个乡镇级行政单位。

## 行政区划
南营坊街道下辖以下地区：
南茶坊社区、教场坡社区、西坝岗社区、天宝南苑社区和建设桥社区。